# Marcapiano

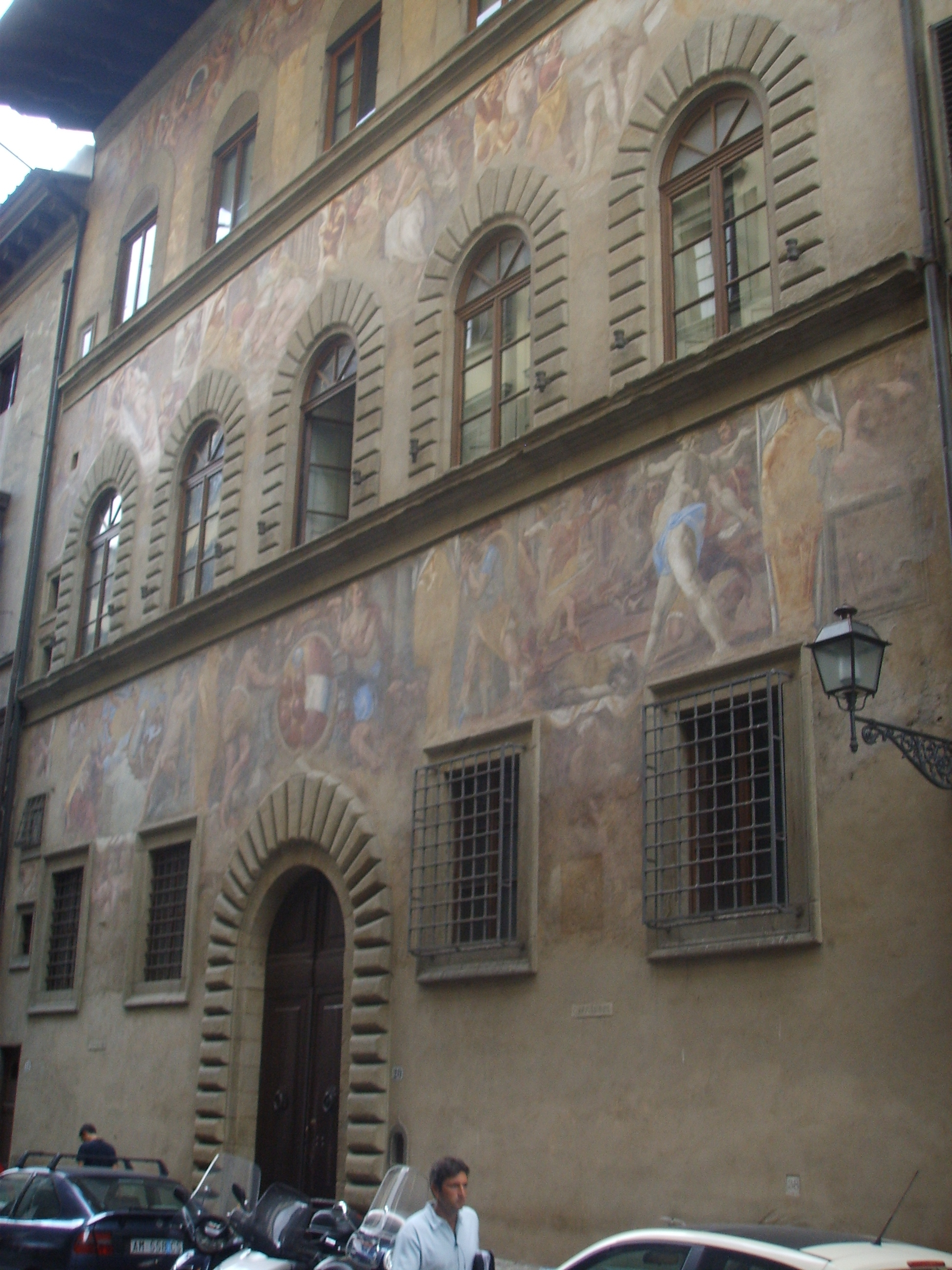
El Palazzo Mellini-Fossi de Florencia con llamativos marcapiani a la altura de las ventanas.

El marcapiano (italianismo que se puede traducir al español como marcaplantas, también denominado a veces cornice marcapiano o cornisa marcaplantas[cita requerida]) es un elemento arquitectónico típico de la arquitectura residencial, como palacios y villas (casas de recreo). Su función es puramente decorativa.
Se trata de una cornisa definida por una serie de molduras que sobresalen de la fachada y pueden reproducir las formas de las cornisas de los órdenes clásicos. Su función es marcar exteriormente la separación interna entre las distintas plantas de un edificio. Generalmente se presenta en dos puntos: al nivel del suelo o al nivel de las ventanas (en cuyo caso se le suele denominar marcadavanzale). En algunos casos hay cornisas a ambos niveles, quizá unidas formando una franja.
La cornisa marcapiano sigue generalmente la decoración exterior general del edificio, quizá en el mismo color de las cornisas de las ventanas o de los portales, o en materiales elegidos a propósito para contrastar sobre el fondo de la fachada.
El uso de los marcapiani empezó a difundirse en Italia a finales de la Edad Media y fueron abandonados casi totalmente en el siglo XX, cuando con el Movimiento Moderno se superaron los modelos tradicionales y se redujo al mínimo la decoración.